# 基隆慈雲寺
25°07′57″N 121°43′50″E / 25.132464°N 121.730591°E
基隆慈雲寺，是位於臺灣基隆市安樂區慈仁里的觀音寺，為基隆市政府釋奠之所。

## 建築設施

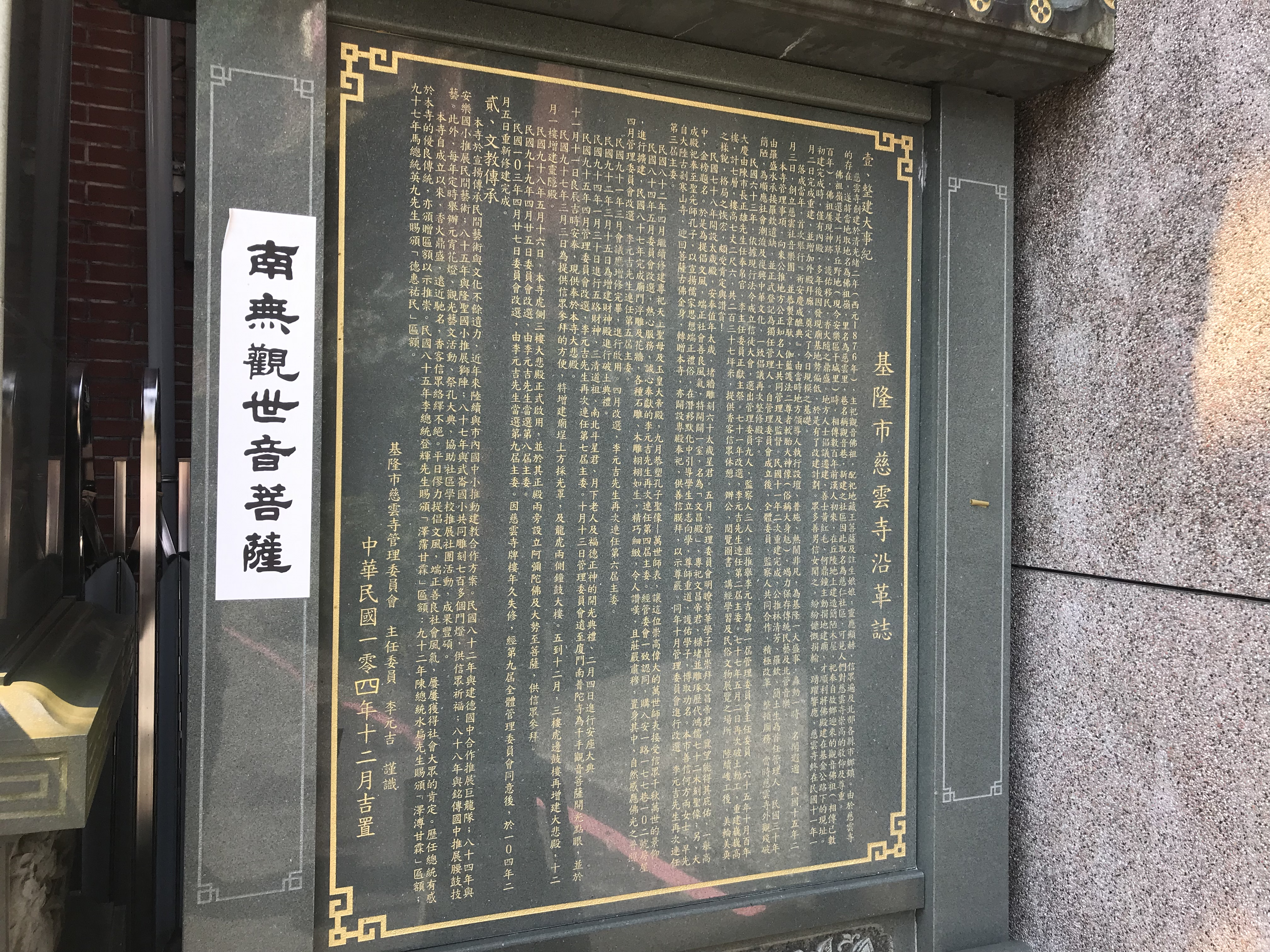
沿革

基隆慈雲寺位在基隆市安一路177巷45號，創建於光緒二年（1876年），建築經多次改建。當地地名「佛祖嶺」、里名「慈雲」、巷稱「觀音」、新設社區稱「慈仁」，都是因此寺而來。廟宇毗鄰的安一路177巷100號及102號三百餘坪土地也屬於寺產。
以石牆觀音的淨水瓶會滴水而聞名，在2009年報導時寺內奉祀孔子、文昌帝君、濟公，甚至三清道祖、月下老人、土地公和財神爺。
寺方四層樓的文物館，為主委李元吉任內2002年2月21日正式開放，收藏廟宇的各項古文物、信徒捐贈物。多為慈雲寺常務委員李阿生捐贈，包括佛陀、觀世音菩薩及十八羅漢等像。收藏聚樂社北管師傅游西津提供的排子簿、曲書簿、曲簿、曲詩簿。也有舊廟屋脊的墻堵剪粘。館內的坐姿孔子像原安奉在廟的大成殿，因外界批評為坐姿，送至佛仔店去廢木利用，後由寺方總總幹事吳邦夫找回。
圖書館藏書中有為數不少的宗教圖書，大多擺放在二樓，三樓書以小說、散文為主，收有不少舊書，無提供圖書外借服務。
大成殿是1989年設立。同年9月27日由當時的市長張春熙、國民黨基隆市黨部主委吳夢雄及寺方主委李元吉任三獻正禮官，安奉坐姿的孔子神像，在1993年9月21日換成站姿的孔子像，由市長林水木、省議員劉文雄任三獻官。
財神殿為2004年新增，農曆三月十五財神趙公明誕辰時，寺方會準備江福記餅店提供的麵龜給信徒擲筊求財。靈隱殿祭祀濟公，2008年12月31日新神像開光。太歲殿內牆浮刻六十太歲星君。
大悲殿2009年落成，主奉四尊金色的千手觀音、阿彌陀佛和大勢至菩薩。其中大勢至菩薩為1933年從中國大陸迎回。
後殿有神龍裝飾的通道，內部牆上掛滿精緻木雕。

## 釋奠典禮
基隆並無孔廟，原祀奉孔子的崇基書院已被廢。
基隆慈雲寺在1989年開始祭孔，每年舉行日期會在教師節前，過去以道教形式祭孔，由普化警善堂（為1988年在基隆正濱漁港勝利巷創立，後遷到萬里區，乃今日的萬里玉敕文武廟。）人員擔任司儀。典禮中分別擊鼓擊鐘、行三獻禮，獻香、獻茶、獻果、獻花、牛豬羊、金帛等，基隆市政府官員會擔任主祭官、分祭官等。2004年開始以傳統儒家正統典禮祭拜孔子，特別請來臺北孔廟指導，由東信國小學生擔綱六佾舞。2006年首度由安樂國小學童擔綱六佾舞。
祭孔大典時，原本供奉在大成殿的孔子像會移到主殿。儀式分為瘞毛血、迎神、進饌、上香後，行初獻禮、恭讀祝文、行亞獻禮、終獻禮，飲福受胙後，撤饌送神，捧祝帛詣燎所，望燎復位後，撤班禮成。寺方會準備象徵好彩頭、聰明和勤勞的蘿蔔、蔥和芹菜供民眾索取，代替以往拔牛毛以喻智慧毛的習俗。至於大典中的瘞毛血，改用蕃茄汁代替。

## 其他活動
洪連成任安樂區長任內，首倡在安樂區舉辦元宵節花燈比賽，此舉正是往後一年一度在慈雲寺元宵節民俗活動之由來。
觀世音成道紀念日會舉辦法會和遶境活動，基隆老一輩人印象中，此祭典的熱鬧程度僅次於農曆七月的基隆中元祭。繞境路線是從寺方出發，沿著安一路經中山橋進入市中心，行經多條街道，返回慈雲寺。